# Заречный (Забайкальский край)
Заречный — посёлок в Нерчинском районе Забайкальского края России. Административный центр сельского поселения «Зареченское».

## География
Село находится в центральной части края, на юге района, по левобережью реки Нерчи, при впадения в нее реки Малый Умыкэй.
Климат
Климат характеризуется как резко континентальный, с продолжительной холодной зимой. Средняя температура самого тёплого месяца (июля) составляет 18 — 20 °С (абсолютный максимум — 38 °С). Средняя температура самого холодного месяца (января) — −28 — −30 °С (абсолютный минимум — −54 °С). Годовое количество осадков — 300—350 мм. Продолжительность безморозного периода составляет 100—110 дней.

## История
Основано в 1963 году.
В 1966 г. Указом президиума ВС РСФСР поселок центральной усадьбы Нерчинского совхоза переименован в Заречный.
В 2013 году из территории посёлка выделен новый населённый пункт — Опытный (Закон Забайкальского края от 25 декабря 2013 года № 922-ЗЗК «О преобразовании и создании некоторых населенных пунктов Забайкальского края»

## Население
| 1989 | 2002 | 2010 | 2021 |
| ---- | ---- | ---- | ---- |
| 1214 | ↘995 | ↘969 | ↘899 |

## Инфраструктура
В селе функционируют средняя школа, детский сад, отделение почтовой связи, филиалы госсортоучастка, станции искусственного осеменения животных, ветеринарный участок, филиал Сбербанка, Дом культуры, филиал районной библиотеки, фельдшерско-акушерский пункт, крестьянские (фермерские) хозяйства.

## Транспорт
Автодорога регионального значения 76К-074 Подъезд к г. Нерчинск.